# Intruso
Intruso è un film del 1993 diretto da Vicente Aranda.